# 루카: 더 비기닝
《루카: 더 비기닝》은 2021년 2월 1일부터 2021년 3월 9일까지 방송된 tvN 월화 드라마이다.

## 기획의도
특별한 능력 때문에 쫓기게 된 '지오'가 유일하게 그의 모습을 기억하는 강력반 형사 '구름'과 함께 거대한 음모에 맞서는 스펙터클 추격 액션극

## 제작진

### 제작
- 스튜디오드래곤
- 테이크원컴퍼니
- 에이치하우스

### 연출
- 김홍선 : 영화 《역모: 반란의 시대》(감독), MBC 주말 특별 기획 드라마 《불꽃놀이》(공동 연출), SBS 월화 드라마 《사랑하는 사람아》(공동 연출), SBS 시트콤 《달려라 고등어》(조연출), OCN Thrills 《도시괴담 데자뷰 시즌 2》(연출), OCN 《메디컬 기방 영화관》(연출), OCN 《조선추리활극 정약용》(연출), OCN 《야차》(연출), SBS 월화 드라마 《무사 백동수》(공동 연출), OCN 《히어로》(공동연출), tvN 월화 드라마 《라이어 게임》(연출), tvN 월화 드라마 《피리부는 사나이》(연출), OCN 《보이스》(연출), OCN 《블랙》(연출), OCN 《손 the Guest》(연출) 연출

### 극본
- 천성일 : 영화 《패자부활전》(음악), 영화 《격투기 고등학교》(각본), 영화 《원스 어폰 어 타임》(각본), 영화 《7급 공무원》(각본/단역-택시기사 역), 영화 《아빠가 여자를 좋아해》(각본/제작), 영화 《5백만불의 사나이》(각본/기획/제작), 영화 《해적: 바다로 간 산적》(각본), 영화《소수의견》(제작/각색/기획), 영화 《서부전선]》(감독/각본/기획), 영화 《해적 Part Ⅱ: 도깨비 깃발》(각본/기획/제작), KBS 2TV 수목 드라마 《추노》(집필), KBS 2TV 수목 드라마 《도망자 플랜 B》(집필), MBC 수목 드라마 《7급 공무원》(집필), JTBC 금토 드라마 《더 패키지》(각본), SBS 수목 드라마 《친애하는 판사님께》(집필), KBS 2TV 수목 드라마 《폴리스 아카데미》(공동 집필) 집필

## 등장 인물

### 주요 인물
- 김래원 : 지오 역 (아역 : 오한결) - 세상을 뒤바꿀 능력을 숨긴 채 쫓기게 된 남자. 뭔가 큰 사고가 일어난 것 같은 풍경 속에서 깨어나 보면 자신이 누군지, 왜 여기 있는지, 자신에게 도대체 무슨 일이 일어났는지 전혀 기억하지 못한다. 어느 집에 갔던 것, 뭔가를 쓰고 있는 남자의 손, 그리고 연기 가득한 건물이 지오에게 남은 유일한 기억이다. 그리고, 그 기억의 대부분을 지배하는 것은 '버림받았다'는 외로움. 구름의 남편.
- 이다희 : 하늘에구름 / 이설란 역 (아역 : 서은솔) - 지오의 기억 속에 살아있는 단 하나의 그녀. 중대 범죄수사과 출신으로 상사의 비리를 조사하다 강력계로 전출 된 형사. 어릴 적 부모님은 어떤 아이와 함께 집을 나간 후 실종됐다. 사건인지 사고인지, 자기를 버리고 간 것인지, 그 아이는 누구였는지도 모른 채 성인이 되었다. 그리고 형사가 된 후에도 끈질기게 부모님의 행방을 쫓고 있다. 지오의 아내.
- 김성오 : 이손 역 - 짐승 같은 본능으로 지오를 쫓는 남자. 특수부대 출신 공작원. 대테러 훈련 도중 수류탄을 섬광탄으로 오인하여 투척, 9명을 죽였다. 교도소에 수감된 채 죽지 못해 살아 있던 그를 찾아온 김철수는 거부할 수 없는 제안을 하고, 그렇게 이손은 김철수의 공작원이 되었다. 그는 누굴 죽여도 그것은 모두 조국을 위한 일이라 믿는다. 지오를 추격하는 것 역시 애국의 길이기 때문이다.

### L.U.C.A. 프로젝트
- 박혁권 : 김철수 역 - L.U.C.A. 프로젝트를 진행해온 국정원 숨은 실세
- 안내상 : 류중권 역 - L.U.C.A. 프로젝트를 유일하게 성공시킨 과학자. 휴먼테크 연구소장
- 진경 : 황정아 역 - L.U.C.A. 프로젝트로 세상을 발 밑에 두려는 야심가. 증조부 때부터 이어져 내려오는 교단의 영주로 의천성당의 운영자. 휴먼테크 연구소 설립자

### 주안지방경찰청 강력1팀 사람들
- 김상호 : 최진환 역 - 팀장, 구름의 사수. 범인 한 놈 더 잡는 거 보다 안 다치는 게 더 중요하다는 속정 깊은 형사다.
- 황재열 : 김유철 역 - 팀원, 구름의 선배. 지오를 둘러싼 사건을 집요하게 추적하는 구름이 위험해질까 걱정하면서도 끝까지 도와주려고 하는 든든한 조력자이다.
- 한규원 : 김진수 역 - 팀원

### 지오의 주변 인물
- 안창환 : 원이 역 - 지오의 친구. 지오가 여러 번 기억을 모두 잃어버렸다는 것도 특별한 능력을 가지고 있다는 것도 알고 있는 유일한 친구이다
- 이원종 : 김만식 역 - 의료폐기물 수거업체 다경자원 주임 (특별출연)

### 하늘에구름의 주변 인물
- 김형민 : 하영재 역 - 하늘에구름의 아버지, 휴먼테크 연구소 초대 설립자이자 L.U.C.A.프로젝트 공동연구자
- 이해영 : 오종환 역 - 국과수 교수, 구름의 조력자. 대학시절 류중권과 절친한 사이였으나 류중권이 과학자로서 넘어선 안 될 선을 넘자 그를 과학계에서 퇴출하는 데 앞장섰다.

### 이손의 주변 인물
- 정다은 : 유나 역 - 이손의 특수팀 팀원. 훈련 중 총기 오발 사고로 5명을 죽였다. 본인 역시 그 사고로 한 쪽 다리를 잃고 실의에 빠져있을 때 김철수에게 발탁된다.
- 김민귀 : 태오 역 - 이손의 특수팀 팀원. 자유분방해 보이지만 자신이 속한 조직에 대한 충성심은 누구보다 강하다.
- 이중옥 : 김황식 역 - 이손의 특수팀 팀원. 비리 사건으로 불명예 제대 후 김철수의 공작원으로 합류했다.

### 그 외
- 이용녀 : 스텔라 역 - 지오가 발견된 의천성당(보육원)의 수녀
- 정은채 : 정 실장 역 - 국정원 감찰반 실장, 항체를 빌미로 황정아와 손을 잡았다. (특별출연)
- 미상 : 구름과 지오의 딸, 인류의 열쇠를 손에 쥔 인물, 인간이 아니다.(지오와 같이 전기 능력을 쓸 수 있다.)

## 시청률
최저 시청률과 최고 시청률은 시청률 조사회사와 지역별로 시청률에 차이가 있을 수 있습니다.
| 2021년 | 2021년   | 2021년         | 2021년       |
| 회차   | 방송일자 | AGB 시청률     | AGB 시청률   |
| 회차   | 방송일자 | 대한민국(전국) | 서울(수도권) |
| ------ | -------- | -------------- | ------------ |
| 제1회  | 2월 1일  | 5.371%         | 6.099%       |
| 제2회  | 2월 2일  | 5.802%         | 6.782%       |
| 제3회  | 2월 8일  | 5.794%         | 6.596%       |
| 제4회  | 2월 9일  | 5.811%         | 6.392%       |
| 제5회  | 2월 15일 | 5.348%         | 6.237%       |
| 제6회  | 2월 16일 | 5.676%         | 6.301%       |
| 제7회  | 2월 22일 | 5.670%         | 6.085%       |
| 제8회  | 2월 23일 | 6.118%         | 7.005%       |
| 제9회  | 3월 1일  | 6.228%         | 6.535%       |
| 제10회 | 3월 2일  | 6.299%         | 6.939%       |
| 제11회 | 3월 8일  | 5.491%         | 6.173%       |
| 제12회 | 3월 9일  | 5.974%         | 6.328%       |

## 같이 보기
- 대한민국의 텔레비전 드라마 목록 (ㄹ)
- 2021년 대한민국의 텔레비전 드라마 목록

## 참고사항
- 김성오, 천성일 작가는 tvN 월화 드라마 《루카》, 영화 《해적 Part Ⅱ: 도깨비 깃발》에 이어서 다시 한번 호흡을 맞추는 계기가 되었다.